# Pseudodichanthium serrafalcoides
Pseudodichanthium serrafalcoides là một loài thực vật có hoa trong họ Hòa thảo. Loài này được (Cooke & Stapf) Bor miêu tả khoa học đầu tiên năm 1940.